# Comuna de Morąg
Morąg (polaco: Gmina Morąg) é uma gminy (comuna) na Polónia, na voivodia de Vármia-Masúria e no condado de Ostródzki. A sede do condado é a cidade de Morąg.
De acordo com os censos de 2004, a comuna tem 24 998 habitantes, com uma densidade 80,5 hab/km².

## Área
Estende-se por uma área de 310,55 km², incluindo:
- área agricola: 53%
- área florestal: 25%

## Demografia
Dados de 30 de Junho 2004:
|                      | Total   | Total | Mulheres | Mulheres | Homens  | Homens |
| -------------------- | ------- | ----- | -------- | -------- | ------- | ------ |
|                      | pessoas | %     | pessoas  | %        | pessoas | %      |
| População            | 24 998  | 100   | 12 695   | 50,8     | 12 303  | 49,2   |
| Densidade (pop./km²) | 80,5    | 100   | 40,9     | 40,9     | 39,6    | 39,6   |

De acordo com dados de 2002, o rendimento médio per capita ascendia a 1299,03 zł.

## Comunas vizinhas
- Godkowo, Łukta, Małdyty, Miłakowo, Miłomłyn, Pasłęk, Świątki